# Békessy Béla
Békessy Béla (Debrecen, 1875. november 16. – Volhínia, 1916. július 6.) olimpiai ezüstérmes magyar vívó, honvédtiszt.

## Élete
A Magyar Atlétikai Club (MAC) vívója volt. Kezdetben tőrvívásban versenyzett, de miután első nyilvános szereplésekor, 1902-ben a Szegedi Vívó Egylet nemzetközi versenyén kardvívásban negyedik lett, tőr- és kardvívásban is szerepelt. Az 1900-as évek elejének kimagasló tudású vívója volt, a magyar vívás nemzetközi tekintélye egyik megalapozójának tekintik. 1902-től hat egymást követő alkalommal nyerte meg a magyar kardvívó bajnokságot. 1904-ben esélyesként indulhatott volna a nyári olimpiai játékokon, I. Ferenc József azonban a közös hadsereg tagjai számára megtiltotta a magyar színekben való versenyzést, így Békessy Béla és a szintén esélyes kardvívó honvédtiszt, Mészáros Ervin nem utazhatott el St. Louisba. Legnagyobb sikerét harminchét évesen érte el, az első olimpián, amelyen indulhatott, a stockholmi 1912. évi nyári olimpiai játékokon. A csapatversenyeken nem szerepelt, de mindhárom fegyvernem egyéni versenyén indult, és kardvívásban a négyszeres olimpiai bajnok Fuchs Jenő mögött a második helyet szerezte meg.
A huszárságnál szolgált, legmagasabb rendfokozata százados volt. Az első világháborúban vesztette életét.

## Sporteredményei
Valamennyi olimpiai eredményét az 1912. évi nyári olimpiai játékokon érte el.
- olimpiai 2. helyezett: kard egyéni
- olimpiai 7. helyezett: tőr egyéni
- olimpiai résztvevő: párbajtőr egyéni
- nyolcszoros magyar bajnok:
  - kard: 1902–1907
  - tőr: 1905, 1906